# فاناولت ليه دامس
فاناولت ليه دامس (بالفرنسية: Vanault-les-Dames)‏ هي بلدية تقع في فرنسا في Canton of Heiltz-le-Maurupt. يقدر عدد سكانها بـ 357 نسمة ومساحتها 19.97 كم2 .